# Берёзовка (Ленинградская область)
Берёзовка — деревня во Мгинском городском поселении Кировского района Ленинградской области.

## История
На шведской «Генеральной карте провинции Ингерманландии» 1704 года, составленной по материалам 1678 года, упоминается деревня Berosovitz.
Как деревня Березовиц она нанесена на «Географическом чертеже Ижорской земли» Адриана Шонбека 1705 года.
На карте Санкт-Петербургской губернии Ф. Ф. Шуберта 1834 года она обозначена как деревня Берёзовка.

БЕРЁЗОВКА — деревня принадлежит господину Барщову, число жителей по ревизии: 14 м. п., 23 ж. п. (1838 год)

Деревня Берёзовка отмечена также на карте профессора С. С. Куторги 1852 года.

БЕРЁЗОВКА — деревня господина Барщева, по почтовому тракту и по просёлкам, число дворов — 7, число душ — 26 м. п. (1856 год)

Число жителей деревни по X-ой ревизии 1857 года: 27 м. п., 19 ж. п..

БЕРЁЗОВКА — деревня владельческая при колодцах, число дворов — 12, число жителей: 27 м. п., 29 ж. п. (1862 год)

Согласно подворной переписи 1882 года в деревне проживали 16 семей, число жителей: 42 м. п., 51 ж. п.; разряд крестьян — собственники земли.
По данным Материалов по статистике народного хозяйства в Шлиссельбургском уезде от 1885 года 15 крестьянских дворов в деревне (или 94 % всех дворов) занимались молочным животноводством.
В конце XIX — начале XX века деревня административно относилась к Поречской волости 1-го стана Шлиссельбургского уезда Санкт-Петербургской губернии.
С 1917 по 1921 год деревня Берёзовка входила в состав Берёзовского сельсовета Поречской волости Шлиссельбургского уезда.
С 1921 года в составе Лодвинского сельсовета. Согласно военно-топографической карте Петроградской и Новгородской губерний издания 1921 года деревня Берёзовка находилась на берегу реки Берёзовка. Через деревню проходила железная дорога Мга — Будогощь.
С 1922 года в составе Берёзовского сельсовета Шапкинской волости.
С 1923 года в составе Ленинградского уезда.
Согласно данным переписи населения СССР 1926 года в деревне Березовка проживали 226 человек — все русские.
С февраля 1927 года в составе Мгинской волости. С августа 1927 года в составе Мгинского района.
В 1928 году население деревни Берёзовка также составляло 226 человек.
По данным 1933 года деревня Берёзовка была административным центром Берёзовского сельсовета Мгинского района, в который входили 4 населённых пункта с общей численностью населения 1237 человек. К числу этих населённых пунктов относились следующие деревни: Берёзовка, Вытяглово, Лодва, а также Малукса.
По данным 1936 года в состав Берёзовского сельсовета входили 9 населённых пунктов, 141 хозяйство и 4 колхоза.

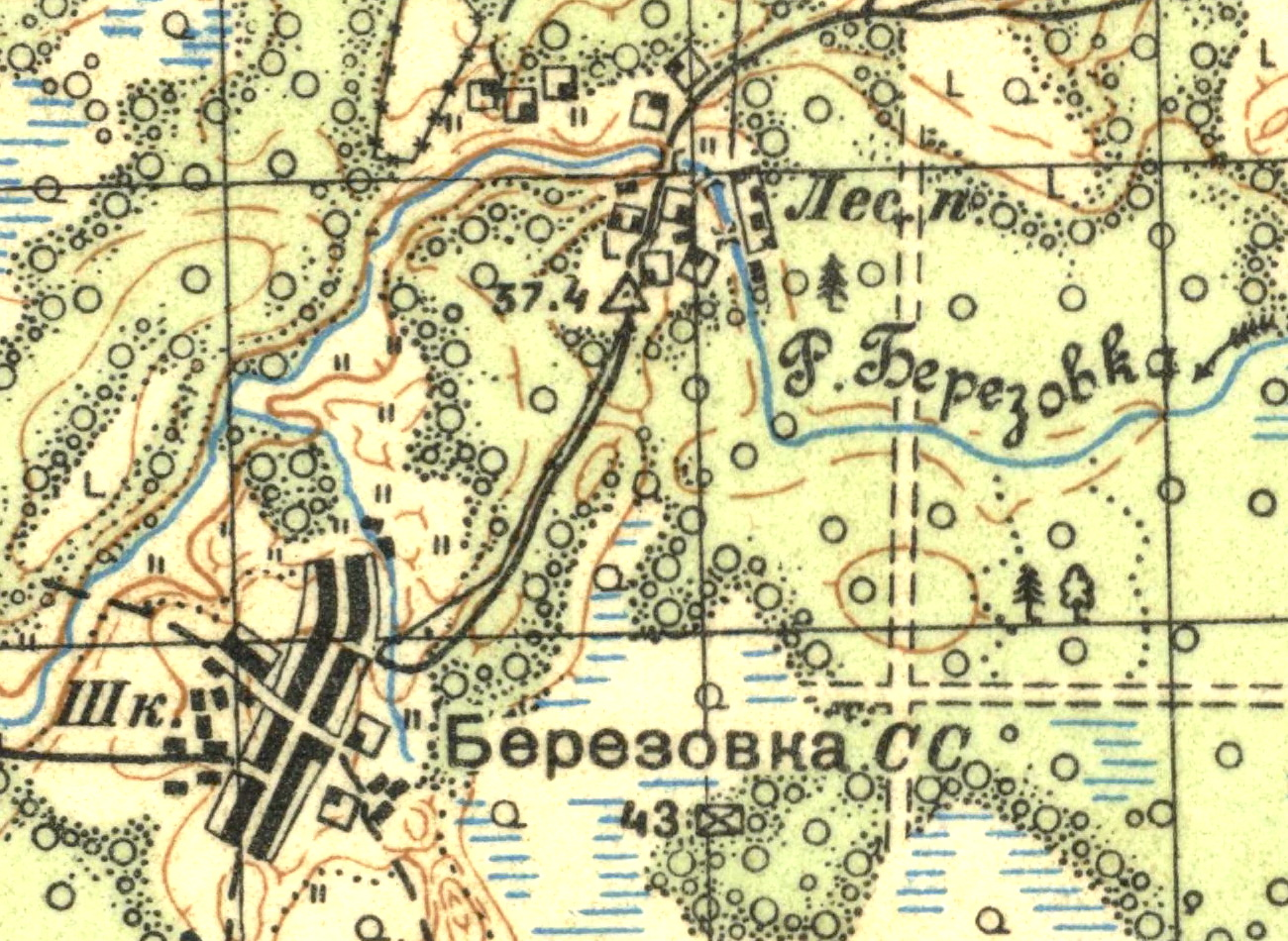
План деревни Берёзовка. 1937 год

Согласно топографической карте 1937 года деревня насчитывала 43 крестьянских двора. В деревне находились сельсовет и школа.
Деревня была освобождена от немецко-фашистских оккупантов 22 января 1944 года.
В 1958 году население деревни Берёзовка составляло 18 человек.
С 1960 года в составе Тосненского района.
По данным 1966 и 1973 годов деревня Берёзовка также входила в состав Берёзовского сельсовета Тосненского района с административным центром в посёлке Новая Малукса.
По данным 1990 года деревня Берёзовка входила в состав Берёзовского сельсовета Кировского района с административным центром в посёлке Старая Малукса.
В 1997 году в деревне Берёзовка Берёзовской волости не было постоянного населения, в 2002 году — проживали 3 человека (из них русские — 67 %).
В 2007 году в деревне Берёзовка Мгинского городского поселения вновь не было постоянного населения.

## География
Деревня расположена в южной части района близ автодороги 41К-124 (Петрово — ст. Малукса), к юго-востоку от центра поселения, посёлка Мга.
Расстояние до административного центра поселения — 43 км.
К востоку от деревни находится железнодорожная станция Малукса на линии Мга — Будогощь. Расстояние до железнодорожной станции — 4 км.
Через деревню протекает река Берёзовка.

## Демография
| 1862 | 2007 | 2010 | 2017 |
| ---- | ---- | ---- | ---- |
| 56   | ↘0   | ↗11  | ↘9   |

## Улицы
Восточная 1-я, Восточная 2-я, Восточная 3-я, Западная 1-я, Западная 2-я, Западная 3-я, Западная 4-я, Западная 5-я, Западная 6-я, Лесная, Речная, Центральная.